# 새뮤얼 차오 충 팅
새뮤얼 차오 충 팅(Samuel Chao Chung Ting, 중국어: 丁肇中, 병음: Dīng Zhàozhōng 딩자오중[*], 한자음: 정조중, 1936년 ~ ) 박사는 미국의 물리학자이다.

## 생애
미시간주 앤아버에서 중국인의 아들로 태어났다. 1962년 미시간 대학교 공학부에서 박사학위를 취득하고, 스위스 제네바에 있는 유럽 입자 물리 연구소의 연구원이 되었다. 이듬해 컬럼비아 대학교 물리학 강사가 되고, 1966년 서독 전자 싱크로트론 연구를 지도하였다. 이듬해 매사추세츠 공과대학교의 조교수, 이어 교수가 되었다. 1974년 국립 연구소에서 헬륨 충격 실험으로 J/ψ(제이/프시 중간자)를 발견하였다. 이 공로로 1976년 미국의 버턴 릭터와 함께 노벨 물리학상을 받았다.

## 학력
- 1951년~1952년: 중화민국 타이베이 청공 고등학교 전학
- 1952년~1954년: 중화민국 타이베이 젠궈 고등학교 졸업
- 1954년~1955년: 중화민국 타이난 국립 성공 대학 물리학과 중퇴 후 명예 이학학사
- 1956년~1959년: 미합중국 미시간주 앤아버 미시건 대학교 수학, 물리학과 이학학사
- 1959년~1960년: 미시건 대학교 수학, 물리학과 이학석사
- 1960년~1962년: 미시건 대학교 수학, 물리학과 이학박사

## 같이 보기
- 알파 자기 분광기